# Rima dopo rima
Rima dopo rima è il terzo mixtape del rapper italiano Fabri Fibra, pubblicato il 25 gennaio 2013 dalla Tempi Duri Records.

## Descrizione
Pubblicato per il download gratuito attraverso il sito ufficiale del rapper, il mixtape raccoglie 29 tracce selezionate dallo stesso Fibra e missate da DJ Double S, e rappresenta un viaggio nella carriera del rapper, partendo dal periodo in cui faceva parte del gruppo hip hop Uomini di Mare fino ai giorni nostri.
Il file disponibile per il download gratuito è composto da una sola traccia.

## Tracce
1. Intro
2. Non capisco (tratta da The Album, 2001)
3. Felice per me (tratta da Casus belli EP, 2012)
4. Nessuno lo dice (tratta da Casus belli EP, 2012)
5. Insensibile (tratta da Controcultura, 2010)
6. Il turno di guardia (tratta da Sindrome di fine millennio, 1999)
7. Cattiverie (tratta da Bugiardo, 2007)
8. Alla fine di tutto questo (tratta da Chi vuole essere Fabri Fibra?, 2009)
9. Pazienza (Remix) (tratta da Carpe Diem di Entics, 2012)
10. Quorum (tratta da Quorum, 2010)
11. Se non dai il meglio (tratta da Turbe giovanili, 2002)
12. E dire che tu (tratta da The Album, 2001)
13. Di fretta (tratta da Turbe giovanili, 2002)
14. La monomania (tratta da Sindrome di fine millennio, 1999)
15. Io non ti invidio (tratta da Mr. Simpatia, 2004)
16. Il giro dell'oca (tratta da Non è gratis dei Rapstar, 2012)
17. Meglio così (tratta da The Album, 2001)
18. Commerciale (tratta da Quorum, 2010)
19. Non crollo (tratta da Mr. Simpatia, 2004)
20. Spara al diavolo (tratta da Controcultura, 2010)
21. Verso altri lidi (tratta da Sindrome di fine millennio, 1999)
22. La cosa più facile (tratta da Lato & Fabri Fibra, 2004)
23. Non ditelo (tratta da Quorum, 2010)
24. Festa (singolo dei Crookers, 2010)
25. La soluzione (Remix) (tratta da Venerdì 17, 2011)
26. Pronti, partenza, via! (Mais Edit) (tratta da Guerra e pace, 2013)
27. Rivelazione (tratta da Controcultura, 2010)
28. Vaffanculo scemo (tratta da Tradimento, 2006)
29. Sempre io (tratta da Bugiardo, 2007)
30. In alto (tratta da Controcultura, 2010)